# 北卡罗来纳州审计员
北卡罗来纳州审计员（英語：North Carolina State Auditor）是美国北卡罗来纳州通过全州普选产生的职位。作为依据宪法设立的官职，审计员负责监督和审查所有州政府机构的财务账目，开展绩效审计，确保各州机构会计工作符合公认会计原则，评估计算机生成信息的准确性，并调查州资金或财产的滥用情况。现任审计员戴夫·博利克自2025年1月1日起就任。
自北卡罗来纳还是英国殖民地时期，政府便已聘用审计人员。该州于1862年设立“公共账目审计官办公室”，随后该机构在六年后被“州审计员办公室”取代，由公众每四年选举产生且无任期限制。在大部分时间里，审计员承担着诸多会计和财政职责，但这些职能在20世纪被划归至其他部门。审计员领导州审计部，并是北卡罗来纳州州务委员会成员。

## 职位历史
1669年3月1日，《卡罗来纳根本宪法》为卡罗来纳省设立了十二名审计员，负责管理各类账目，但并无证据表明该职位曾真正启用。此后数十年间，北卡罗来纳议会及英王的审计员根据王室指令在各地设立了审计委员会处理相关事务。1782年，州议会任命理查德·卡斯韦尔为北卡罗来纳州审计员，负责管理公共账目，同时还在全州各地设立了十个地区审计委员会。
北卡罗来纳州议会于1862年改革原有体系，设立了“公共账目审计员办公室”，其中审计员由议会每两年一次的选举产生。该职位于1865年被废除。1868年《北卡罗来纳州宪法》设立了“州审计员”，取代了原公共账目审计员并废除了总稽核一职。新宪法规定州审计员负责“监督全州财政事务、审查并结清欠州款项人员的账目、清算个人对州的债权以及向州财政部长签发授权令以从国库中拨付款项”。同时该职位从立法部门移至行政部门，并规定由四年一度的普选产生。
州审计员最初的职责包括撰写关于州财政收入与支出的年度报告（并对下一财政年度进行预测）、管理州的一般账目、就财政管理提出改进建议、结算州政府与他人之间的债权债务、核实州库余额以及签发州库拨款凭证。1872年，审计员被赋予了编制地方税单以供县治安官征税之用以及核查其征收情况的职责，该项职责于1923年取消。1921年，州议会授权审计员审计和调整公共账目，并监督全州的会计体系。1955年，议会将一般会计职能及州库拨款凭证的管理责任划归预算局。1971年北卡罗来纳州通过新宪法以及《行政组织法》对审计员一职变动不大，但设立了新的州审计部。1974年，州议会授权州审计员对州政府机构开展运营审计。
2024年，州议会赋予审计员任命北卡罗来纳州选举委员会成员的职责，自2025年5月起生效。该立法还授予审计员任命各县选举委员会主席的权力，不过以上立法目前正面临诉讼。
小拉尔夫·坎贝尔于1993年宣誓就任州审计员，是北卡罗来纳州历史上首位当选全州行政职位的非裔人士。在任期间，他为审计人员配备了笔记本电脑。莱斯·梅里特于2005年上任，是首位担任该职的注册会计师。贝丝·伍德于2009年宣誓就职，是首位担任该职的女性。杰茜卡·霍姆斯于2023年就任，是首位担任该职的非裔女性。现任州审计员戴夫·博利克于2025年1月1日宣誓就职。

## 权责及架构

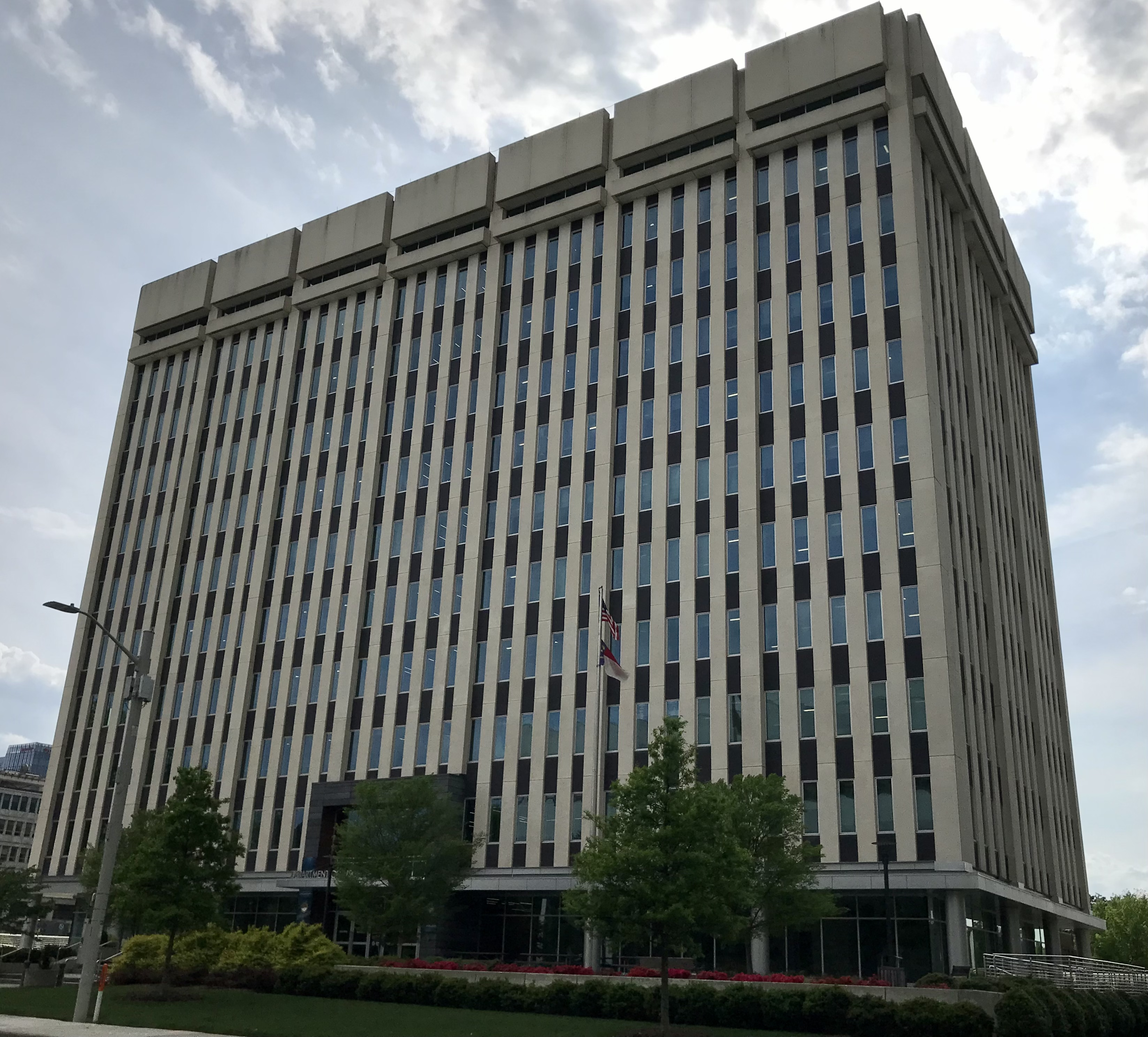
位于罗利的阿尔比马尔大楼是州审计员的办公地点

北卡罗来纳州审计员是宪法官员。《北卡罗来纳州宪法》第三条第七款规定，州审计员由选民通过四年一度的普选产生。与另18个设有民选审计员职位的州中的多数不同，北卡罗来纳州并不要求候选人必须具备注册会计师资格。该职位不设任期限制，如遇职位空缺，州长有权任命继任者，直至下一次州议会选举中选出正式人选。根据宪法第三条第八款规定，审计员为州务委员会成员，依法担任地方政府委员会、资本设施融资机构、债务承受能力咨询委员会等多个机构的当然成员，并作为无投票权成员列席州预算与管理办公室的内部审计委员会。该职位在州长继任顺序中排第五位。与所有州务委员会成员一样，审计员的薪资由州议会设定，任期内不得降低。截至2025年，审计员年薪为168,384美元。
北卡罗来纳州审计员主管州审计部。该部门分为两大职能处室，分别是综合行政处和审计处。综合行政处由审计员首席副手领导，负责人员管理、内部预算与采购、部门协调等行政事务。而审计处则由副审计员及数名审计经理领导，负责开展各类审计工作。截至2024年6月，州审计部共有员工120人。州审计部总部位于罗利市中心的阿尔比马尔大楼，并在皮特县、新汉诺威县、福賽斯縣和班康县设有办事处。
根据《北卡罗来纳州一般法规》第147章第V编，州审计员拥有广泛权限，可查阅所有州政府机构的文件和财务事务。审计长还负责审计州内联邦资助项目，并有权审计接受州资助的私营实体。审计员需与州主计长协作，编制全州年度综合财务报告，并依法发布全州单一审计报告。州审计部执行各类财务审计及调查工作，包括对州政府机构的绩效审计以确保其会计处理符合《通用会计准则》、评估计算机生成信息的可靠性和准确性，以及查处滥用州政府资金或财产的行为。审计部设有举报热线，每年接收数百起政府舞弊线索，并可应州议会或州长请求开展特别调查。审计员有权传唤相关人员提交资料并在宣誓下接受讯问，但不具备执法权，亦无权提起刑事指控，且不负责个人税务审计事务。审计员可以就法律问题向总检察长请求咨询意见。

## 北卡罗来纳州审计员列表
| 任次 | 审计员 | 审计员             | 在任时间        | 来源  |
| ---- | ------ | ------------------ | --------------- | ----- |
| 1    |        | 塞缪尔·F·菲利普斯  | 1862年 – 1864年 | [ 1 ] |
| 2    |        | 理查德·亨利·巴特尔 | 1864年 – 1865年 | [ 1 ] |

| 任次 | 审计员 | 审计员            | 在任时间        | 党派   | 来源   |
| ---- | ------ | ----------------- | --------------- | ------ | ------ |
| 1    |        | 亨德森·亚当斯     | 1868年 – 1873年 | 共和党 | [ 1 ]  |
| 2    |        | 约翰·赖利         | 1873年 – 1877年 | 共和党 | [ 1 ]  |
| 3    |        | 塞缪尔·L·洛夫     | 1877年 – 1881年 | 民主党 | [ 1 ]  |
| 4    |        | 威廉·P·罗伯茨     | 1881年 – 1889年 | 民主党 | [ 1 ]  |
| 5    |        | 乔治·W·桑德林     | 1889年 – 1893年 | 民主党 | [ 1 ]  |
| 6    |        | 罗伯特·M·弗曼     | 1893年 – 1897年 | 民主党 | [ 1 ]  |
| 7    |        | 哈尔·W·艾尔       | 1897年 – 1901年 | 人民党 | [ 1 ]  |
| 8    |        | 本杰明·F·狄克逊   | 1901年 – 1910年 | 民主党 | [ 1 ]  |
| 9    |        | 小本杰明·F·狄克逊 | 1910年 – 1911年 | 民主党 | [ 1 ]  |
| 10   |        | 威廉·P·伍德       | 1911年 – 1921年 | 民主党 | [ 1 ]  |
| 11   |        | 巴克斯特·德拉姆   | 1921年 – 1937年 | 民主党 | [ 1 ]  |
| 12   |        | 乔治·罗斯·波乌    | 1937年 – 1947年 | 民主党 | [ 1 ]  |
| 13   |        | 亨利·H·布里奇斯   | 1947年 – 1981年 | 民主党 | [ 1 ]  |
| 14   |        | 爱德华·伦弗罗     | 1981年 – 1993年 | 民主党 | [ 1 ]  |
| 15   |        | 小拉尔夫·坎贝尔   | 1993年 – 2005年 | 民主党 | [ 1 ]  |
| 16   |        | 莱斯·梅里特       | 2005年 – 2009年 | 共和党 | [ 1 ]  |
| 17   |        | 贝丝·伍德         | 2009年 – 2023年 | 民主党 | [ 1 ]  |
| 18   |        | 杰茜卡·霍姆斯     | 2023年 – 2024年 | 民主党 | [ 1 ]  |
| 19   |        | 戴夫·博利克       | 2025年至今      | 共和党 | [ 16 ] |

## 引用著作
- . Raleigh: North Carolina Department of the Secretary of State. 2011. OCLC 2623953.
- Orth, John V.; Newby, Paul M.  second. Oxford University Press. 2013. ISBN 9780199300655.